# Rodrigo y Gabriela
Rodrigo și Gabriela (în spaniolă Rodrigo y Gabriela sau Rod y Gab) sunt un duo de chitariști mexicani compus din Rodrigo Sánchez și Gabriela Quintero.

## Biografie
Grupul s-a format în Mexic, unde cei doi muzicieni cântau într-o trupă de heavy-metal numită mai întâi Castflow, iar apoi Tierra Acida. Dorind mai mult decât le oferea scena mexicană, cei doi imigreaza în Irlanda și apoi cântă în toata Europa, unde au parte de succes. Cei doi cânta un fel de muzică latino cu multe influențe din rock (heavy-metal), folk si jazz, folosind chitare acustice. Își înregistreaza unele albume în concerte live, interpretând și numeroase cover-uri într-o maniera originală, preluând piese ale lui Jimi Hendrix (Voodoo Child), Metallica (Orion) sau Led Zeppelin (Stairway to Heaven).
În 2009 cei doi se stabilesc din nou in Mexic.

## Discografie
- 2001: Foc
- 2002: re-Foc
- 2006: Rodrigo y Gabriela
- 2009: 11:11

Albume live:
- 2004: Live: Manchester and Dublin
- 2008: Live in Japan

EP-uri (din engleză extended plays, înregistrari muzicale ce conțin mai mult de un single, dar mai puține piese decât un album obișnuit)
- 2007: Live Session